# Paragnomen
Paragnomen (actio praeter expectationem) – niezwykłe, zdumiewające dla otoczenia zachowanie się osoby (czasem stanowiące przestępstwo), zachowanie wbrew oczekiwaniu, niekiedy będące pierwszym objawem choroby psychicznej. Zjawisko opisane po raz pierwszy przez Eugeniusza Brzezickiego (1890–1974) polegające na nieoczekiwanym wykonaniu jakiejś niezwykłej i nieprzewidzianej czynności na tle uprzedniego, spokojnego zachowania się chorego.
Zachowanie paragnomeniczne należy odróżnić od czynów impulsywnych, które są w zasadzie przewidywalne. Według Jacka Wciórki paragnomen można uznać za zachowanie urojeniowe, jeśli zyska później urojeniową interpretację.
Paragnomen nie decyduje o rozpoznaniu i rokowaniu choroby, natomiast może decydować o bezpieczeństwie chorego i jego otoczenia. Zazwyczaj występuje w przypadku nagłego początku choroby.